# Mohria rigida
Mohria rigida là một loài dương xỉ trong họ Anemiaceae. Loài này được J.P. Roux mô tả khoa học đầu tiên năm 1990.
Danh pháp khoa học của loài này chưa được làm sáng tỏ. 